# Unión Deportiva Cultural Chantrea
La Unión Deportiva Cultural Chantrea (o Txantrea Kirol eta Kultur Elkartea) es un club polideportivo del barrio del que toma el nombre: Chantrea (Txantrea en euskera), en Pamplona (Navarra) España. Fue fundada el 7 de agosto de 1952. Su sección de fútbol juega en el Grupo XV de Tercera División.

## Historia
El camino de la U. D. C. Chantrea lo iniciaron 150 vecinos el 7 de agosto de 1952, entrando a formar parte importante de la historia del barrio que la acoge, "Estas instalaciones, además de servir de solaz para los beneficiarios de estas viviendas, serán el mejor medio para que sus hijos adquieran una perfecta educación física y se fortalezcan con una vida sana y deportiva". Dicha política de promoción de la educación física se incluía en la ideología falangista del régimen franquista. En estos años se promovieron varias sociedades deportivas por toda Pamplona.
La sociedad nació apenas dos años después del nacimiento del barrio del mismo nombre, y formado por vecinos cuyo origen fundamental era de los núcleos rurales de Navarra, la mayoría veteranos de la guerra civil española, que acudían a trabajar a Pamplona, en su incipiente desarrollo industrial.
Se fundó con el nombre de Unión Deportiva Cultural Chantrea, pero cambió a su denominación actual tras finalizar la temporada 2009/10 por la adaptación bilingüe.

## Secciones deportivas
La U. D. C. Chantrea es uno de los clubes deportivos con más secciones deportivas de Pamplona y Navarra, en concreto: baloncesto, balonmano, botxak, cicloturismo, fútbol, fútbol sala, gimnasia rítmica, natación, patinaje, squash, taekwondo, pelota vasca, y atletismo.
Destaca la sección de patinaje de velocidad, de donde han surgido varios campeones mundiales y europeos.

## Sección de fútbol
Destaca especialmente en su sección de fútbol que cuenta con veinte equipos federados, desde Tercera División hasta las categorías infantiles. El equipo senior ha jugado una temporada en Segunda División B, aunque es de carácter amateur. Tiene un convenio de colaboración con el Athletic Club y de su cantera han salido jugadores a la postre profesionales como: Borja Ekiza, Iñigo Pérez, Mikel San José, Gorka Iraizoz, Iker Muniain o Beñat Prados.
Es después del CD Tudelano el equipo navarro con más participaciones en categoría nacional, en la que salvo esporádicos descensos a Regional ha participado un total de 45 temporadas en Tercera División desde 1962.

### Fútbol Base
El club cuenta con numerosos equipos de fútbol base, destacando su equipo juvenil que juega habitualmente en División de Honor Juvenil.

### Fútbol Sala
El equipo femenino de fútbol sala logró en la temporada 2015/16 el ascenso a la Primera División.

### Estadio
El club de fútbol juega sus partidos en el Estadio de la Chantrea, actualmente de hierba artificial.

### Equipaciones
- Primera equipación: Camiseta azul, pantalón blanco y medias azules.
- Segunda equipación: Camiseta, pantalón y medias negras.

### Títulos
A nivel nacional no ha conseguido ningún trofeo.

### Premios y galardones
El club ha recibido en varias ocasiones el Premio a la Deportividad DBL-FN.
El club recibió en 2002 la Mención de Honor del Gobierno de Navarra por su 50 aniversario.

### Palmarés
- Temporadas en Segunda División B: 1 (2000/01)
- Temporadas en  Tercera División: 45
- Subcampeón de Tercera División: 4 (1987/88, 1988/89, 1996/97, 1999/00)
- Participaciones en Promoción a Segunda División B: 3